# ایشان‌گذر
ایشان‌گذر یا اِشان‌گذر (به ازبکی: Eshonguzar، اېشان‌گذر) یک شهرک در ازبکستان است که در شهرستان زنگی‌آته واقع شده‌است. ایشان‌گذر ۶٬۳۸۶ نفر جمعیت دارد.